# The Ponds
The Ponds est une banlieue de Sydney, dans la Nouvelle-Galles du Sud (Australie), située à environ 40 km au nord-ouest du centre d'affaires de Sydney. Peuplée de 16 315 habitants (recensement de 2021), elle fait administrativement partie de la zone d'administration locale de Blacktown.

## Histoire
The Ponds a été officiellement fondée en janvier 2007. Son territoire était auparavant partagé entre les banlieues de Kellyville et Kellyville Ridge.